# تدريب عضلات الفم
علم عضلات الفم المعروف أيضًا باسم "علم عضلات الوجه والفم" هو مجال دراسة يشمل تقييم وعلاج (يُعرف باسم "العلاج الوظيفي العضلي الفموي للوجه") العضلات الفموية والوجهية، بما في ذلك عضلات اللسان، والشفاه، والخدين، والفك.

## الاستخدام
يُستخدم العلاج الوظيفي الفموي بشكل شائع لتدريب وإعادة ضبط وضعية الفم، وأنماط البلع في المرحلة الفموية، والكلام.

### دفع اللسان ومص الإبهام
يُركز علم عضلات الفم وعلاج اضطرابات وظائف عضلات الوجه والفم بشكل رئيسي على وضعية اللسان وتحقيق التوازن بين اللسان والشفاه وعضلات الخدين. ثبت نجاح تمارين اللسان في علاج دفع اللسان.  اثبتت تمارين اللسان وحدها كان ناجحها في إيقاف مص الإبهام وعلاج سوء إطباق العضة المفتوحة الأمامية. عندما يستقر ويرتاح اللسان على الحنك، يبدأ بتوسيع الفك العلوي من خلال تطبيق قوة بطيئة ومتسقة على الأسطح اللسانية (جوانب اللسان) للأسنان. قد يساعد هذا في علاج الأسنان المعوجة والوجه غير مكتمل النمو.

### توقف التنفس أثناء النوم والشخير
يلعب علم عضلات الفم دورًا مهمًا في علاج المرضى الذين يعانون من اضطرابات التنفس أثناء النوم والشخير، حيث وُجد أن تمارين البلعوم الفموي تُخفف من شدة الأعراض الرئيسية  لتوقف التنفس أثناء النوم. يؤثر سوء وضع اللسان على التنفس، ويسمح بحدوث سلسلة من الأحداث التي قد تؤثر على البنية الفموية والوجه. يعاني المرضى المصابون بانقطاع التنفس أثناء النوم وصعوبات التنفس الأخرى عادةً من انخفاض في قوة ومرونة الخدين واللسان والشفاه والحنك الرخو، بالإضافة إلى تغيرات حسية نتيجةً للميل إلى التنفس الفموي بدلاً من الأنفي. في علاج انقطاع التنفس النومي، يتضمن علاج عضلات الفم سلسلة من التمارين المصممة لتحسين وضعية اللسان ووظائفه، مما يُحسّن التحكم في عضلات اللسان الخارجية، ويضعه في وضعية سليمة أثناء البلع وفي حالة الراحة.

### عسر البلع
يُعد اضطراب البلع الطبيعي، المعروف باسم عسر البلع أو صعوبة البلع، من الأسباب المتعددة التي تشمل ضعف عضلات اللسان وإرهاقها. يُعد اللسان عضوًا أساسيًا حيوياً في عملية البلع، حيث يوفر القوى الدافعة التي تنقل الطعام والسوائل عبر الفم والبلعوم. يُسهم إرهاق عضلات اللسان في عدم اكتمال إزالة بقايا الطعام، وزيادة وقت إكمال الوجبة، وانخفاض كمية الطعام المتناولة. لذلك، تُعدّ تمارين اللسان لزيادة قوة العضلات جزءًا مهمًا من علاج عسر البلع باستخدام عضلات الفم.

### اضطرابات الكلام
يُؤثر سوء الإطباق الوجهي والفموي الوظيفي أيضًا على الكلام الطبيعي.  تُعتبر الوظيفة غير الفسيولوجية للسان عاملاً مسبباً مهماً لسوء الإطباق. يُعد اللسان عضواً مهماً حيوياً يُساهم في البلع، والكلام، ونمو وتطور الفكين، وتناسق الأسنان في حالة الإطباق. ويُؤثر اللسان على نمو الفكين وتطور الإطباق نتيجة للضغط الذي يمارسه على الأسنان والمناطق الأخرى أثناء الراحة والوظيفة. يختلف عدد حركات اللسان ونقطة اتصاله بالحنك في نطق الحروف الساكنة والكلمات. يمكن أن تتأثر هذه الحركات بخلل في وظيفة اللسان مثل دفع اللسان. بناءً عليه، يُعد علاج دفع اللسان ضرورياً لعلاج اضطرابات النطق والكلام، ويُعد علاج عضلات الفم الذي يهدف إلى تدريب عضلات اللسان جزءاً مهماً من علاج اضطرابات النطق والكلام.

## الوسادات اللاصقة داخل الفم في علم العضلات الفموية
استخدام الوسادات اللاصقة داخل الفم كجزء من علاج عضلات الفم هو تقنية جديدة تهدف إلى التحفيز والمساعدة في تمارين اللسان. تشير إحدى الدراسات إلى فعالية استخدام الضمادات اللاصقة في علاج سوء إطباق العضة المفتوحة الأمامية ومص الإبهام لدى الأطفال.